# Le Problème de la cellule 13
Le Problème de la cellule 13 (The Problem of Cell 13) est une nouvelle de l’écrivain américain Jacques Futrelle. Paru initialement en feuilleton dans le magazine The Boston American du 30 octobre au 5 novembre 1905, la nouvelle est éditée ensuite en volume dans le recueil The Thinking Machine aux éditions Dodd, Mead & Co. en 1907. Elle n'est traduite en français qu'en 1988.

## Résumé
Le professeur Augustus SFX Van Dusen, savant hautain et supérieurement intelligent parie avec deux collègues qu'il est capable de s'échapper en une semaine de la cellule la mieux gardée de la prison de Chisholm. Le pari est relevé, le professeur Van Dusen se retrouve au secret, dans une cellule infestée de rats et sous la surveillance anxieuse du directeur de la prison lui-même. Il parvient pourtant à déjeuner chez lui, à l'heure dite, une semaine plus tard comme il l'avait prédit. Comment a-t-il fait ?

## Particularité de la nouvelle
Cette nouvelle est la première qui met en scène le professeur Augustus SFX Van Dusen, qui deviendra le personnage le plus fameux de son créateur Jacques Futrelle. Le problème et sa résolution sont restés comme une des plus fameuses énigmes de chambre close. 

## Éditions françaises
- Le Problème de la cellule 13, dans Vingt mystères de chambres closes, traduit par Isabelle Reinharez, Paris, Terrain Vague/ Losfeld, Bibliothèque de l'insolite, 1988  (ISBN 2-85208-094-X) ; réédition de la seule nouvelle sous le titre Le Problème de la cellule 13, traduit par Isabelle Reinharez, Paris, Syros jeunesse, Souris noire no 33, 1999  (ISBN 2-84146-679-5)